# Android Auto
Android Auto là một ứng dụng di động được phát triển bởi Google nhằm đưa các tính năng từ một thiết bị Android (ví dụ như điện thoại thông minh) lên hệ thống bảng thông báo và giải trí tương thích trên xe hơi.
Một khi thiết bị Android được ghép đôi với hệ thống trên xe, hệ thống sẽ chiếu các ứng dụng tương thích từ thiết bị lên màn hình hiển thị của xe, với một giao diện người dùng đơn giản và thân thiện với người lái xe. Các ứng dụng được hỗ trợ bao gồm bản đồ/định vị GPS, trình phát nhạc, tin nhắn SMS, điện thoại và tìm kiếm web. Hệ thống hỗ trợ cả các màn hình hiển thị cảm ứng và màn hình điều khiển bằng nút bấm, mặc dù hoạt động rảnh tay thông qua các câu lệnh thoại được khuyến nghị nhằm giảm sự mất tập trung khi lái xe.
Android Auto được ra mắt tại Google I/O 2014, và ứng dụng được phát hành vào ngày 19 tháng 3 năm 2015. Android Auto là một phần của Open Automotive Alliance được thành lập vào năm 2014, được góp sức bởi 28 hãng sản xuất ô tô cùng với nhà cung cấp công nghệ là Nvidia.

## Chức năng

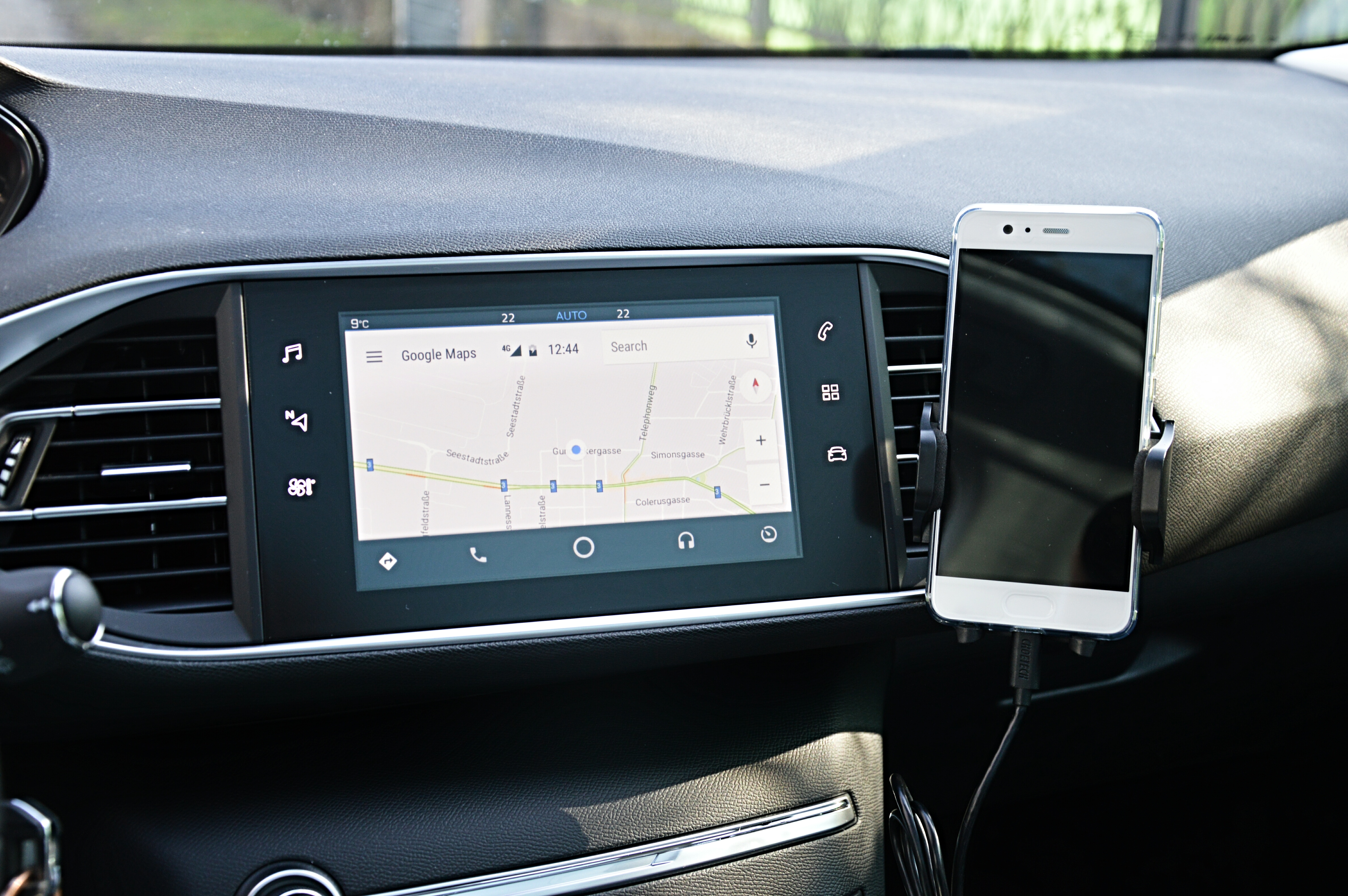
Android Auto đang hiển thị Google Maps

Cách chạy Android Auto phổ biến nhất là thông qua một thiết bị di động Android chạy ứng dụng Android Auto, đóng vai trò máy chủ của hệ thống giải trí trên xe có hỗ trợ tính năng này. Một khi thiết bị Android của người dùng đã được kết nối với xe, hệ thống giải trí của xe sẽ đóng vai trò làm màn hình hiển thị bên ngoài cho thiết bị Android, hiển thị các phần mèm được hỗ trợ với một giao diện người dùng thiết kế riêng cho xe hơi được cung cấp bởi ứng dụng Android Auto. Trong các phiên bản đầu tiên của Android Auto, thiết bị được yêu cấu phải kết nối với xe thông qua cổng USB.
Ngoài ra, vào tháng 11 năm 2016, Google đã bổ sung thêm tùy chọn chạy Android Auto như một ứng dụng bình thường trên một thiết bị Android, ví dụ như khi không kết nối với hệ thống trên xe, cho phép sử dụng các hệ thống trên xe chạy Android, hoặc đơn giản là ngay trên điện thoại hoặc máy tính bảng cá nhân của người dùng trong xe. Vào ngày 1 tháng 1 năm 2018, JVCKenwood còn công bố rằng hãng sẽ cho trưng bày các bảng hệ thống giải trí trên xe không dây kích hoạt sẵn Android Auto tại CES 2018, có thể hoạt động không cần kết nối qua dây dẫn. Apple cũng cung cấp CarPlay với chức năng tương tự cho các thiết bị Apple.

## Hỗ trợ ứng dụng
Một bộ SDK cho Android Auto đã được phát hành, cho phép các bên thứ ba chỉnh sửa ứng dụng của mình để hoạt động với Android Auto; ban đầu, mới chỉ có các API cho các ứng dụng nhạc và tin nhắn được phát hành, nhưng người ta trông đợi rằng thông qua through Android Auto, thiết bị di động có thể truy cập vào một vài các cảm biến và đầu vào của xe, như GPS và các ăng ten GPS chất lượng cao, các nút điều khiển trên vô lăng, hệ thống âm thanh, loa ngoài và micro theo hướng, tốc độ xe, la bàn, ăng ten di động, v.v. Ngoài ra, thiết bị cũng có thể truy cập vào dữ liệu của xe, một tính năng vẫn đang được phát triển.
Tại CES 2018, Google xác nhận trợ lý ảo Google Assistant sẽ xuất hiện trên Android Auto sau đó trong năm.
Các ứng dụng hiện được hỗ trợ bao gồm:
Định vị GPS
- Google Maps
- Waze

Âm nhạc
- Amazon Music
- Audible
- BBC iPlayer Radio
- Deezer
- Google Play Music
- iHeartRadio
- MediaMonkey
- Radioplayer
- Rocket Music Player
- Slacker
- Songza
- Spotify
- Stitcher
- TuneIn
- Zing MP3

Điện thoại/Nhắn tin
- Facebook Messenger
- Skype
- Telegram
- WeChat
- WhatsApp
- Zalo

"Podcast"
- CastBox
- Podcast Addict

## Khả dụng

Các quốc gia có Android Auto

Kể từ tháng 6 năm 2020, Android Auto có sẵn ở 36 quốc gia:
- Argentina
- Úc
- Áo
- Bolivia
- Brasil
- Canada
- Chile
- Colombia
- Costa Rica
- Dominican
- Ecuador
- Đức
- Guatemala
- Phần Lan
- Pháp
- Ấn Độ
- Ireland
- Ý
- Nhật Bản
- Mexico
- New Zealand
- Panama
- Paraguay
- Peru
- Philippines
- Puerto Rico
- Nga
- Singapore
- Nam Phi
- Hàn Quốc
- Tây Ban Nha
- Thuỵ Sĩ
- Đài Loan
- Thái Lan
- Vương quốc Anh
- Hoa Kỳ
- Uruguay
- Venezuela

## Hỗ trợ hệ thống giải trí
Vào tháng 5 năm 2015, Hyundai trở thành nhà sản xuất xe đầu tiên hỗ trợ Android Auto với dòng xe Hyundai Sonata năm 2015. Các nhà sản xuất xe ô tô sẽ hỗ trợ Android Auto trên các dòng xe của họ bao gồm Abarth, Acura, Alfa Romeo, Audi, Bentley, Buick, Cadillac, Chevrolet, Chrysler, Dodge, Fiat, Ford, GMC, Honda, Hyundai, Infiniti, Jaguar Land Rover, Jeep, Kia, Lamborghini, Lexus, Lincoln, Mahindra and Mahindra, Maserati, Mazda, Mercedes-Benz, Mitsubishi, Nissan, Opel, Peugeot, RAM, Renault, SEAT, Škoda, SsangYong, Subaru, Suzuki, Tata Motors Cars, Volkswagen và Volvo.
Ngoài ra, các hệ thống âm thanh trên ô tô hậu thi trường hỗ trợ Android Auto cũng có thể đưa công nghệ này vào xe, bao gồm có Pioneer, Kenwood, Panasonic, và Sony.